# Teritoriile daneze

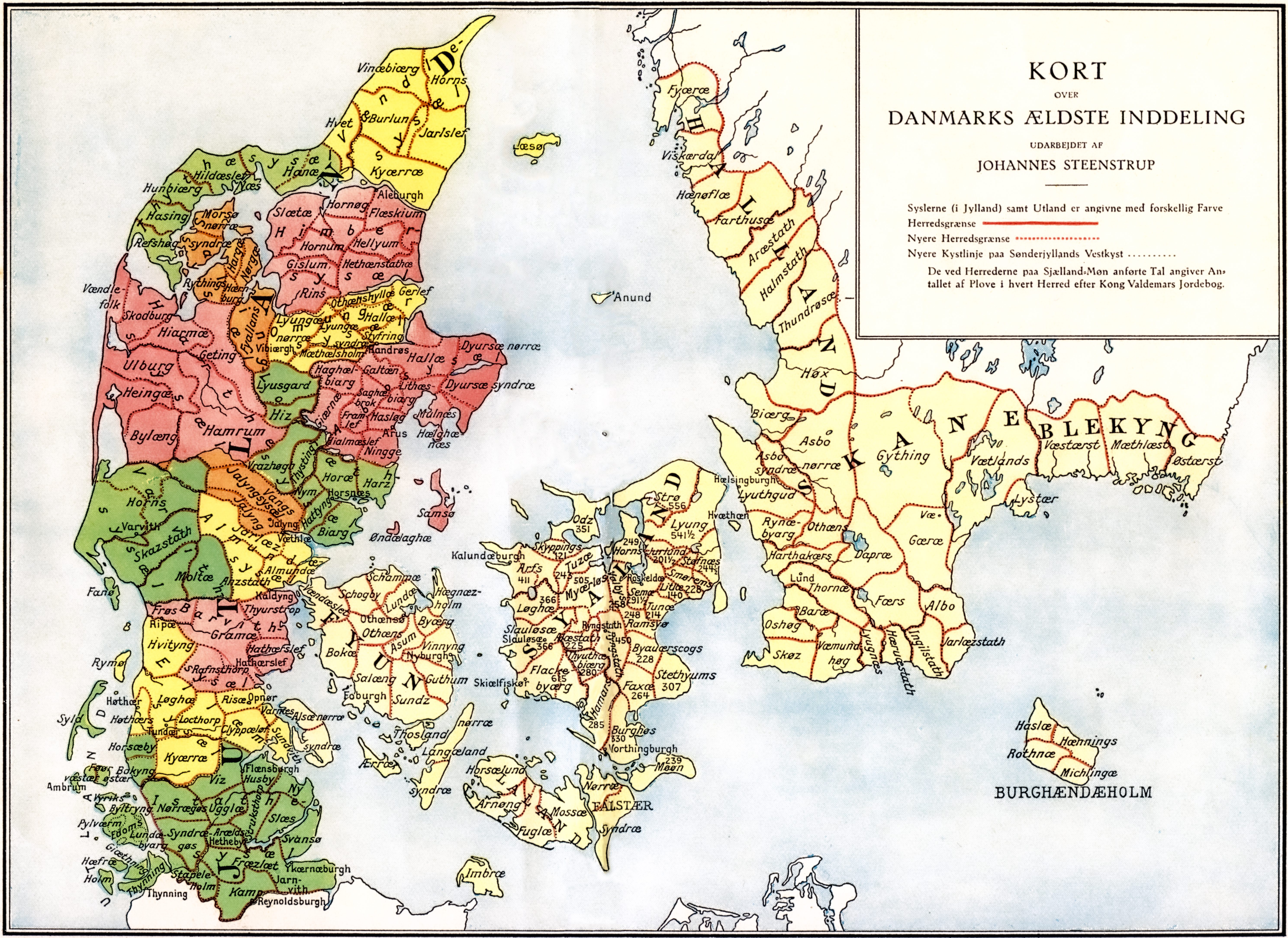
Diviziunile administrative ale Danemarcei în Evul Mediu

De la unificarea Danemarcei în secolul IX, Regatul Danemarcei a fost compus istoric din 3 „teritorii” distincte: 
- Scania (Skåneland) sau Peninsula Scandinavă
- Zealand (Sjælland) și alte insule din Strâmtorile daneze
- Peninsula Iutlanda (Jylland)